# Суфре
Суфре (ісп. Zufre) — муніципалітет в Іспанії, у складі автономної спільноти Андалусія, у провінції Уельва. Населення — 940 осіб (2010).
Муніципалітет розташований на відстані близько 370 км на південний захід від Мадрида, 85 км на північний схід від Уельви.

## Демографія
Динаміка населення (INE ):

## Галерея зображень

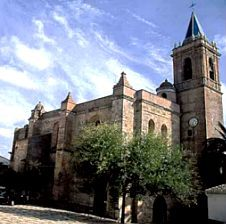
Церква Ла-Пурісіма-Консепсьйон